# Südfranzösische Säbelschrecke
Die Südfranzösische Säbelschrecke (Barbitistes fischeri, auch Fischers Säbelschrecke) gehört innerhalb der Unterordnung der Langfühlerschrecken zur Unterfamilie der Sichelschrecken (Phaneropterinae).

## Merkmale
Die Südfranzösische Säbelschrecke ist im Körperbau den anderen Arten der Gattung Barbitistes ähnlich. Sie besitzt einen dicken Hinterleib, einen sattelförmigen Halsschild und etwa körperlange Fühler. Sie hat stark verkürzte Flügel. Die Grundfärbung ist olivgrün oder braun bis hellgrün. Auf Halsschild und Hinterleib befinden sich kleine dunkle Punkte, die die Schrecke dunkler erscheinen lassen. Die Flügel sind am Außenrand dunkelrot, innen gelb. Vom Fühleransatz bis zu den Flügeln zieht sich ein weißer, dunkel umrahmter Streifen. Die Fühler und die Beine mit Ausnahme der Oberschenkel sind weinrot gefärbt. Oft befinden sich auch am Kopf rote Partien. Die Cerci des Männchens sind nach unten gebogen und weniger s-förmig als bei anderen mitteleuropäischen Säbelschrecken. Die Subgenitalplatte trägt einen kurzen Fortsatz, der über die Cerci hinausragt. Der Größenunterschied der Geschlechter fällt bei dieser Art klein aus: Weibchen erreichen eine Körperlänge von 18 bis 25 Millimetern, während Männchen 18 bis 22 Millimeter lang sind.

## Lebensweise und Verbreitung
Die Südfranzösische Säbelschrecke bevorzugt in ihrem Lebensraum schattige Orte. Ihr Verbreitungsgebiet liegt in Spanien und Südfrankreich, bis zu den Ausläufern der Alpen in Höhen von 1500 Metern. Dort kommt sie in lichten Wäldern und an Waldrändern vor. Die Imagines treten von Juni bis August auf.